# El Sorbete
El Sorbete: hoja suelta literaria á su modo y satírica hasta cierto punto va ser una revista satírica reusenca de la que en van sortir dos números l'any 1868.

## Història
De curta durada, però d'intensa activitat i polèmica, El Sorbete utilitzà un cert to groller ja des del primer número: "Escrito, no diremos con gusto, porque la modestia no nos lo permite, pero sí con mucho talento: poniendo un poco de eso y otro poquito de lo otro y otro poquito de lo de más allá; ilustrándolo con dibujos al lado de los cuales los Doré y Bertall son unos mamarrachos, siendo más ameno que El Crepúsculo y más entrometido que el mismísimo Diario de Reus que es todo lo que se puede decir.
En un principi apareixen com a directors nominals Joan Esteve i Vicenç Sugranyes, però el periodista i historiador reusenc Gras i Elies hi reconeix les mans de Joaquim Maria Bartrina i d'Eduard Toda, i diu que "en aquella época cursaban el bachillerato en las escuelas de los Padres Escolapios ... [la revista] fué suprimida de orden del subgobernador de esta ciudad". Marià Pons va acusar Bartrina de ser-ne el director en un article al diari El Crepúsculo. Bartrina ho va negar en un article al Diari de Reus el 15 d'agost de 1868.
En el centre de les seves crítiques s'hi troben els dos diaris monàrquics de la ciutat: El Diario de Reus i El Crepúsculo, i satiritza despietadament una sèrie de personatges que devien ser força populars a la ciutat. Però sovint no cita els noms, i es fa difícil la identificació de les seves víctimes. Marc Ferran, en un estudi sobre la premsa satírica a Reus, explica que la publicació va contribuir a la lluita dialèctica entre els federalistes i els primistes (partidaris de Prim). Al primer número critica l'obra Amor y gratitud del reusenc Modest Busquets, "que no solo es mala sino indigna de representarse", i es riu dels poetes que van fer la cort a Zorrilla durant la seva estada a la ciutat, del mateix Zorrilla, i del canal de Reus a Salou. Els atacs de la premsa conservadora es poden resumir en aquesta nota apareguda al setmanari La Verdad: "El dia de San Jaime circuló por esta ciudad un papelucho en forma de periódico titulado El Sorbete […] Todo su contenido se reduce a una sarta de críticas de tan mal género que pueden calificarse de insultos […] El público habrá juzgado á su modo el tal periodiquillo; a nosotros nos ha parecido un mamarracho". L'historiador reusenc Pere Anguera diu que El Sorbete va representar el naixement efectiu de la premsa satírica reusenca, va ser una revista escrita en un to entre pedant i groller, amb molta fúria i que va fer mal als ciutadans benpensants.
L'any següent va aparèixer El Mosquito, la seva continuació satírica i ideològica.

## Aspectes tècnics
Mida foli, amb una capçalera il·lustrada on apareixia una copa de gelat amb els noms dels redactors i col·laboradors posats de manera irònica. S'imprimia a la impremta de Francesc Vidiella. Portava il·lustracions. Van sortir: Año 1, núm. 1 (25 de juliol de 1868) - Año 1, núm. 2 (2 d'agost de 1868). Es venia a 2 quarts.

## Localització
- Només es coneix la col·lecció de la Biblioteca Central Xavier Amorós de Reus[8]